# Carlos Drummond de Andrade
Carlos Drummond de Andrade (Itabira, 31 de outubro de 1902 – Rio de Janeiro, 17 de agosto de 1987) foi um poeta, farmacêutico, contista e cronista brasileiro, considerado por muitos o mais influente poeta brasileiro do século XX.
Drummond foi um dos principais poetas da segunda geração do modernismo brasileiro, embora sua obra não se restrinja a formas e temáticas de movimentos específicos.
Os temas de sua obra são vastos e empreendem desde questões existenciais, como o sentido da vida e da morte, passando por questões cotidianas, familiares e políticas, como o socialismo, dialogando sempre com correntes tradicionais e contemporâneas de sua época. As características formais e estilísticas de sua obra também são vastas, destacando-se, por vezes, o dialeto mineiro.

## Juventude
Drummond nasceu na cidade de Itabira, em Minas Gerais. Sua memória dessa cidade viria a permear parte de sua obra. Seus antepassados, tanto do lado materno como paterno, pertencem a famílias de origem escoto-madeirense há muito tempo estabelecidas no Brasil. Posteriormente, foi estudar no Colégio Arnaldo, em Belo Horizonte, e no Colégio Anchieta, dos jesuítas, em Nova Friburgo. Formado em farmácia pela Universidade Federal de Minas Gerais, com Emílio Moura e outros companheiros, fundou "A Revista", para divulgar o modernismo no Brasil.

## Carreira
No mesmo ano em que publica a primeira obra poética, "Alguma poesia" (1930), o seu poema Sentimental é declamado na conferência "Poesia Moderníssima do Brasil", feita no curso de férias da Faculdade de Letras da Universidade de Coimbra, pelo professor da Cadeira de Estudos Brasileiros, Dr. Manoel de Souza Pinto, no contexto da política de difusão da literatura brasileira nas Universidades Portuguesas. Nos anos 1940, Drummond ingressou nas fileiras do Partido Comunista Brasileiro (PCB) e chegou a dirigir um jornal do Partido no Rio de Janeiro, onde realizou uma entrevista com o dirigente do partido Luis Carlos Prestes ainda na cadeia. Existe colaboração de sua autoria no semanário Mundo Literário (1946–1948) e na revista luso-brasileira Atlântico 
Durante a maior parte da vida, Drummond foi funcionário público, embora tenha começado a escrever cedo e prosseguisse escrevendo até seu falecimento, que se deu em 1987 no Rio de Janeiro, doze dias após a morte de sua filha. Além de poesia, produziu livros infantis, contos e crônicas. Sua morte ocorreu por infarto do miocárdio e insuficiência respiratória.

### Estilo literário

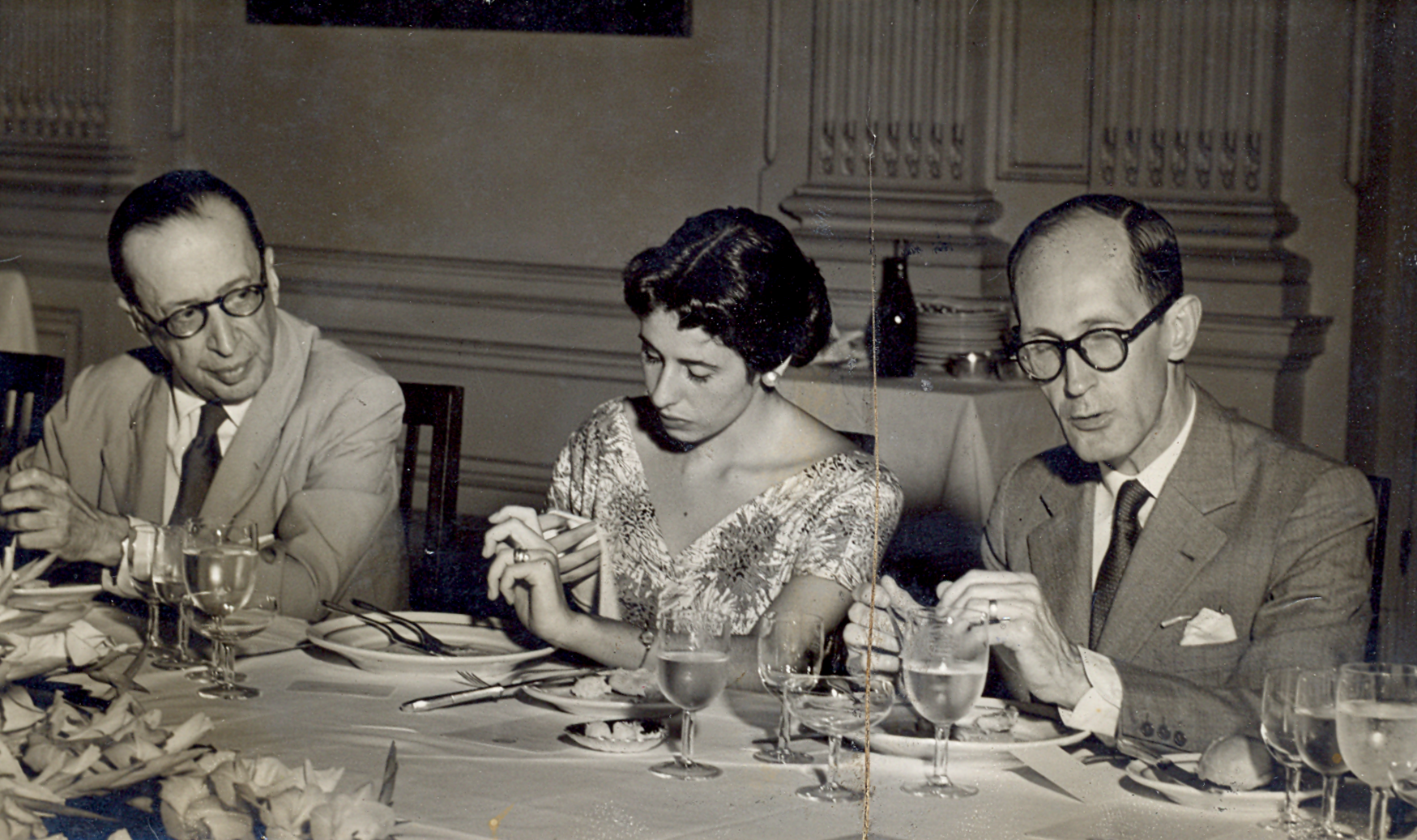
Manuel Bandeira e Carlos Drummond de Andrade, 1954. Arquivo Nacional.

Aníbal Machado, Carlos Drummond de Andrade e Marques Rebelo, 1960

Drummond, como os modernistas, segue a libertação proposta por Mário de Andrade e Oswald de Andrade; com a instituição do verso livre, mostrando que este não depende de um metro fixo. Se dividirmos o modernismo numa corrente mais lírica e subjetiva e outra mais objetiva e concreta, Drummond faria parte da segunda, ao lado do próprio Oswald de Andrade.
Quando se diz que Drummond foi o primeiro grande poeta a se afirmar depois das estreias modernistas, não se está querendo dizer que Drummond seja um modernista. De fato, herda a liberdade linguística, o verso livre, o metro livre, as temáticas cotidianas.
Affonso Romano de Sant'ana costuma estabelecer a poesia de Carlos Drummond a partir da dialética "eu x mundo", desdobrando-se em três atitudes:
- Eu maior que o mundo — marcada pela poesia irônica;
- Eu menor que o mundo — marcada pela poesia social;
- Eu igual ao mundo — abrange a poesia metafísica.

Sobre a poesia política, algo incipiente até então, deve-se notar o contexto em que Drummond escreve. A civilização que se forma a partir da Guerra Fria está fortemente amarrada ao neocapitalismo, à tecnocracia, às ditaduras de toda sorte, e ressoou dura e secamente no eu artístico do último Drummond, que volta, com frequência, à aridez desenganada dos primeiros versos: A poesia é incomunicável / Fique quieto no seu canto. / Não ame. Muito a propósito da sua posição política, Drummond diz, curiosamente, na página 82 da sua obra "O Observador no Escritório", Rio de Janeiro, Editora Record, 1985, que "Mietta Santiago, a escritora, expõe-me sua posição filosófica: Do pescoço para baixo sou marxista, porém do pescoço para cima sou espiritualista e creio em Deus." No final da década de 1980, o erotismo ganha espaço na sua poesia até seu último livro.

## Obra literária
| - Alguma Poesia (1930) - Brejo das Almas (1934) - Sentimento do Mundo (1940) - José (1942) - A Rosa do Povo (1945) - Novos Poemas (1948) - Claro Enigma (1951) - Fazendeiro do Ar (1954) - Viola de Bolso (1955) - A Vida Passada a Limpo (1959) - Lição de Coisas (1962) - Versiprosa (1967) - Boitempo (1968) - A Falta que Ama (1968) - As Impurezas do Branco (1973) - Menino Antigo (Boitempo II) (1973) - A Visita (1977) - Discurso de Primavera e Algumas Sombras (1977) - O marginal Clorindo Gato (1978) - Esquecer para Lembrar (Boitempo III) (1979) - A Paixão Medida (1980) - Corpo (1984) - Amar se Aprende Amando (1985) - Poesia Errante (1988) - O Amor Natural (1992) - Farewell (1996) | - Poesia até Agora (1948) - A Última Pedra no meu Caminho (1950) - 50 Poemas Escolhidos pelo Autor (1956) - Antologia Poética (1962) - Seleta em Prosa e Verso (1971) - Amor, Amores (1975) - Carmina Drummondiana (1982) - Boitempo I e Boitempo II (1987) - Minha Morte (1987) - O Elefante (1983) - História de Dois Amores (1985) - O Pintinho (1988) - Rick e a Girafa - Confissões de Minas (1944) - Contos de Aprendiz (1951) - Passeios na Ilha (1952) - Fala, Amendoeira (1957) - A Bolsa & a Vida (1962) - A Minha Vida (1964) - Cadeira de Balanço (1966) - Caminhos de João Brandão (1970) - O Poder Ultrajovem e mais 79 Textos em Prosa e Verso (1972) - De Notícias & Não-notícias Faz-se a Crônica (1974) - Os Dias Lindos (1977) - 70 Historinhas (1978) - Contos Plausíveis (1981) - Boca de Luar (1984) - O Observador no Escritório (1985) - Tempo Vida Poesia (1986) - Moça Deitada na Grama (1987) - O Avesso das Coisas (1988) - Auto-retrato e Outras Crônicas (1989) - As Histórias das Muralhas (1989) |

## Vida pessoal

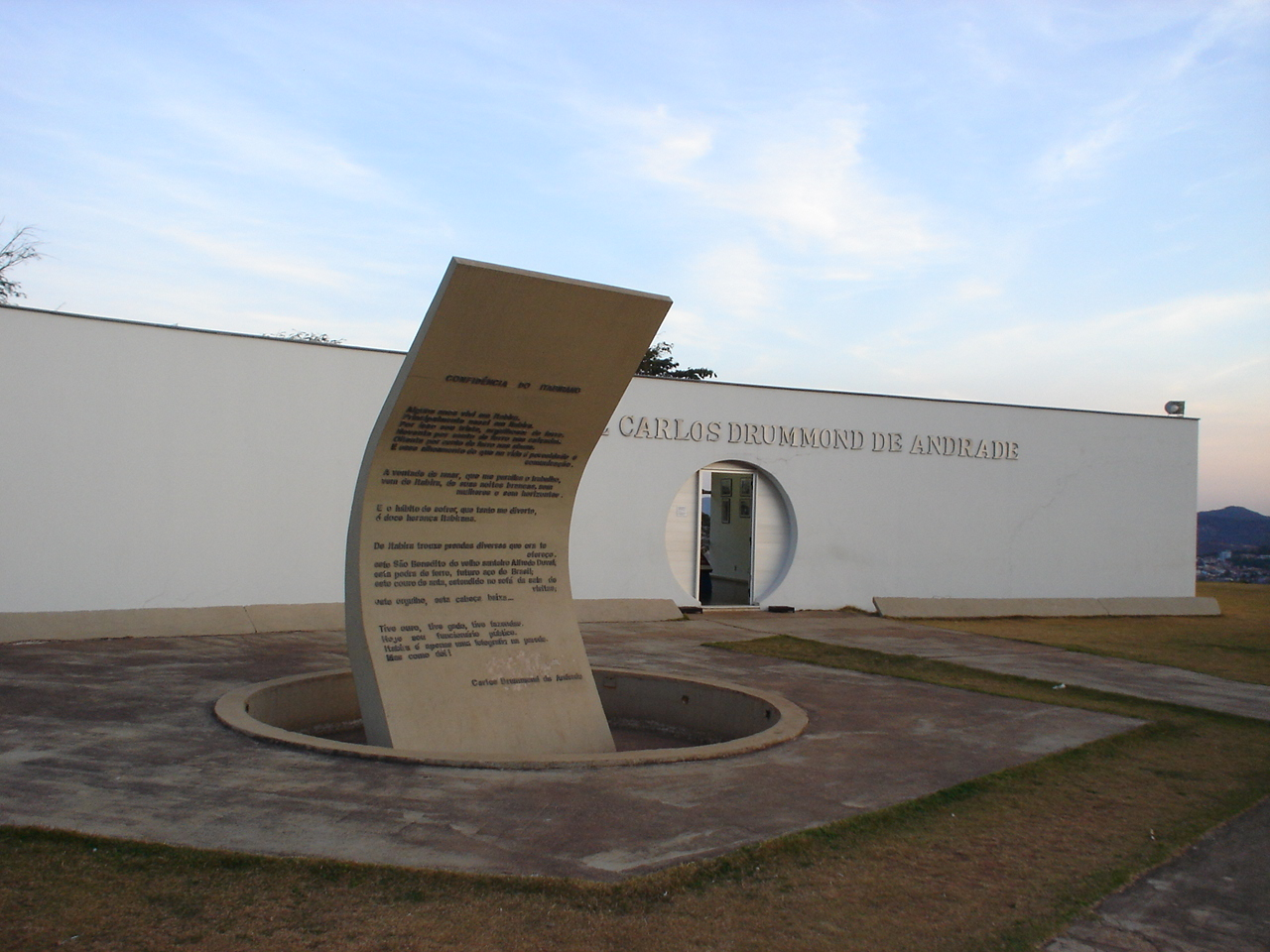
Memorial Carlos Drummond de Andrade em Itabira (Oscar Niemeyer).

Em 1925, casou-se com Dolores Dutra de Morais, com quem teve dois filhos, Carlos Flávio, que viveu apenas meia hora (e a quem é dedicado o poema "O que viveu meia hora", presente em Poesia completa, Ed. Nova Aguilar, 2002), e Maria Julieta Drummond de Andrade.

## Legado

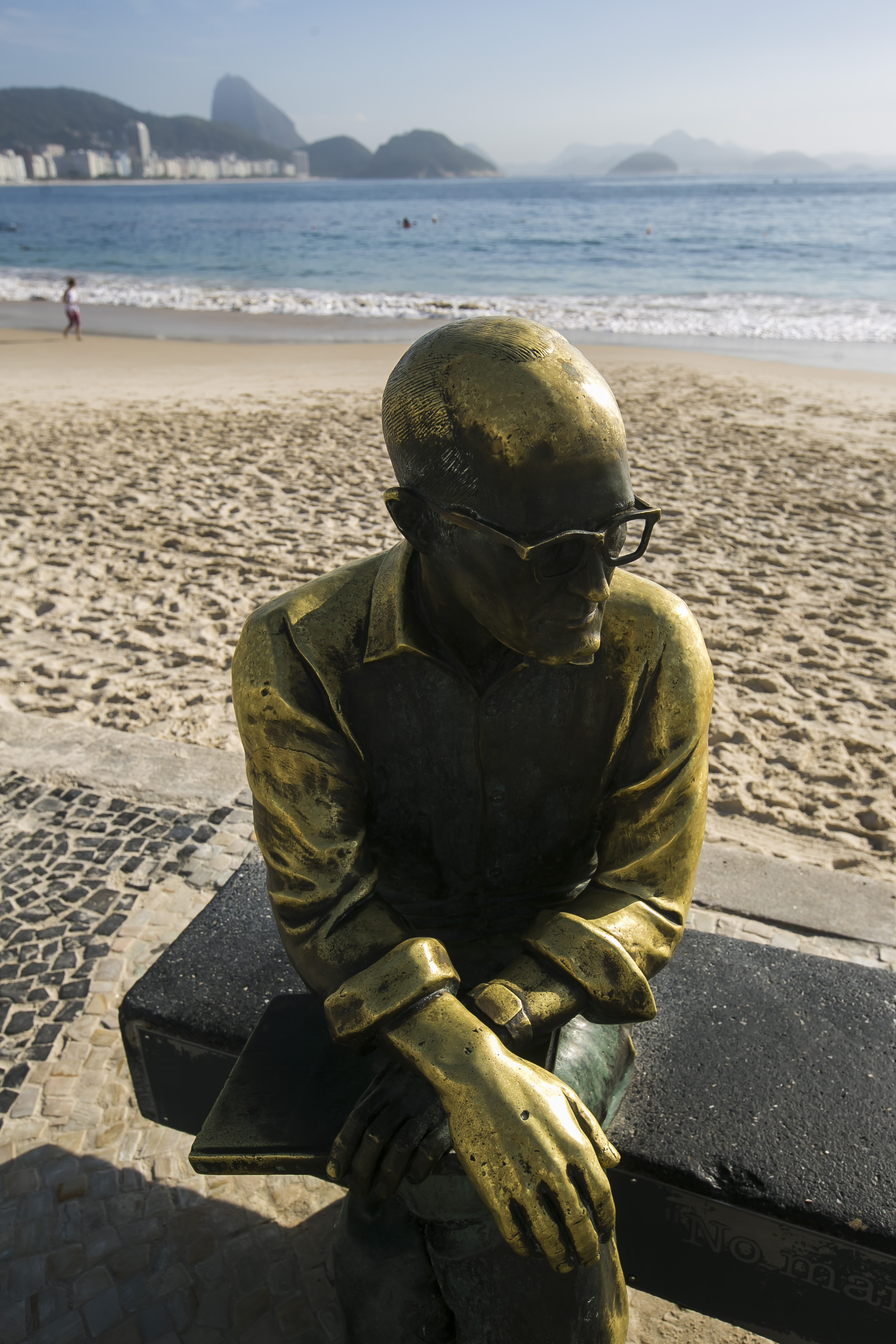
Famosa estátua de Drummond na Praia de Copacabana.

### Homenagens
Em 1987, meses antes de sua morte, a escola de samba Mangueira o homenageou no Carnaval com o enredo "O Reino das Palavras", sagrando-se campeã do Carnaval Carioca naquele ano.
A 5 de abril de 1975, foi agraciado com o grau de Grande-Oficial da Ordem Militar de Sant'Iago da Espada, de Portugal.

### Represetações na cultura
Drummond já foi retratado como personagem no cinema e na televisão, interpretado por Carlos Gregório e Pedro Lito no filme Poeta de Sete Faces (2002) e Ivan Fernandes na minissérie JK (2006).
Também teve sua efígie impressa nas notas de NCz$ 50,00 (cinquenta cruzados novos) em circulação no Brasil entre 1988 e 1990.
Atualmente, também, há representações em Esculturas do Escritor, como é o caso das estátuas 'Dois poetas', na cidade de Porto Alegre, e também 'O Pensador', na praia de Copacabana no Rio de Janeiro, além de um memorial em sua homenagem na cidade de Itabira.